# Nhà hát Quốc gia (Budapest)
Nhà hát Quốc gia ở Budapest (tiếng Hungary: Nemzeti Színház) là một trong những nhà hát nổi tiếng ở Hungary, bắt đầu khai trương từ năm 1837. Hiện nay, nhà hát tọa lạc tại tòa nhà số 1, Bajor Gizi Park thuộc Quận 9, Budapest.

## Lịch sử
Nhà hát bắt đầu khai trương từ ngày 22 tháng 8 năm 1837 với tên gọi là Nhà hát Hungary ở Pest (Pesti Magyar Színház). Từ năm 1840, nhà hát được quốc hữu hóa và đồng thời được đổi tên thành Nhà hát Quốc gia (Nemzeti Színház) như ngày nay.
Trong suốt chiều dài lịch sử, nhà hát nhiều lần đổi địa điểm hoạt động, bao gồm: tòa nhà trên phố Kerepesi (1837 - 1908), tòa nhà Nhà hát Nhân dân trên quảng trường Blaha Lujza (1908 - 1965), tòa nhà Nhà hát Petőfi trên phố Nagymező (1965 - 1967), tòa nhà Nhà hát Hungary cũ trên quảng trường Hevesi Sándor (từ năm 1967 - 2000).
Tòa nhà hiện nay bắt đầu được xây dựng vào ngày 14 tháng 9 năm 2000, dựa theo thiết kế của kiến trúc sư Mária Siklós. Nhà hát Quốc gia mới chính thức được khánh thành vào ngày 15 tháng 3 năm 2002 (Ngày quốc khánh của Hungary).

## Tiết mục
Các tiết mục của Nhà hát Quốc gia ở Budapest vô cùng phong phú mà cũng gần gũi, có giá trị về mặt văn học - nghệ thuật. Đó là các vở kịch kinh điển được dàn dựng công phu dựa trên các tác phẩm văn học nổi tiếng đến từ các tác giả Hungary (chẳng hạn như József Katona, Mihály Vörösmarty, và Imre Madách) và các tác giả nước ngoài (chẳng hạn như Molière, Shakespeare, và Schiller).

## Địa điểm tham quan
Xung quanh nhà hát còn có một số địa danh đáng chú ý như:
- Công viên cùng với nhiều tác phẩm điêu khắc.
- Cung Nghệ thuật Budapest (khánh thành vào năm 2005).
- Một tháp quan sát hoành tráng phía trước Cung nghệ thuật Budapest.

## Hình ảnh

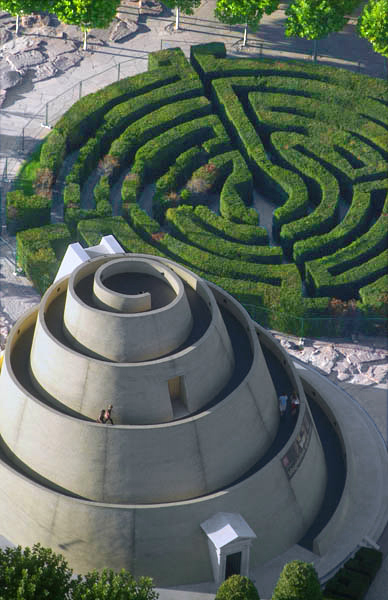
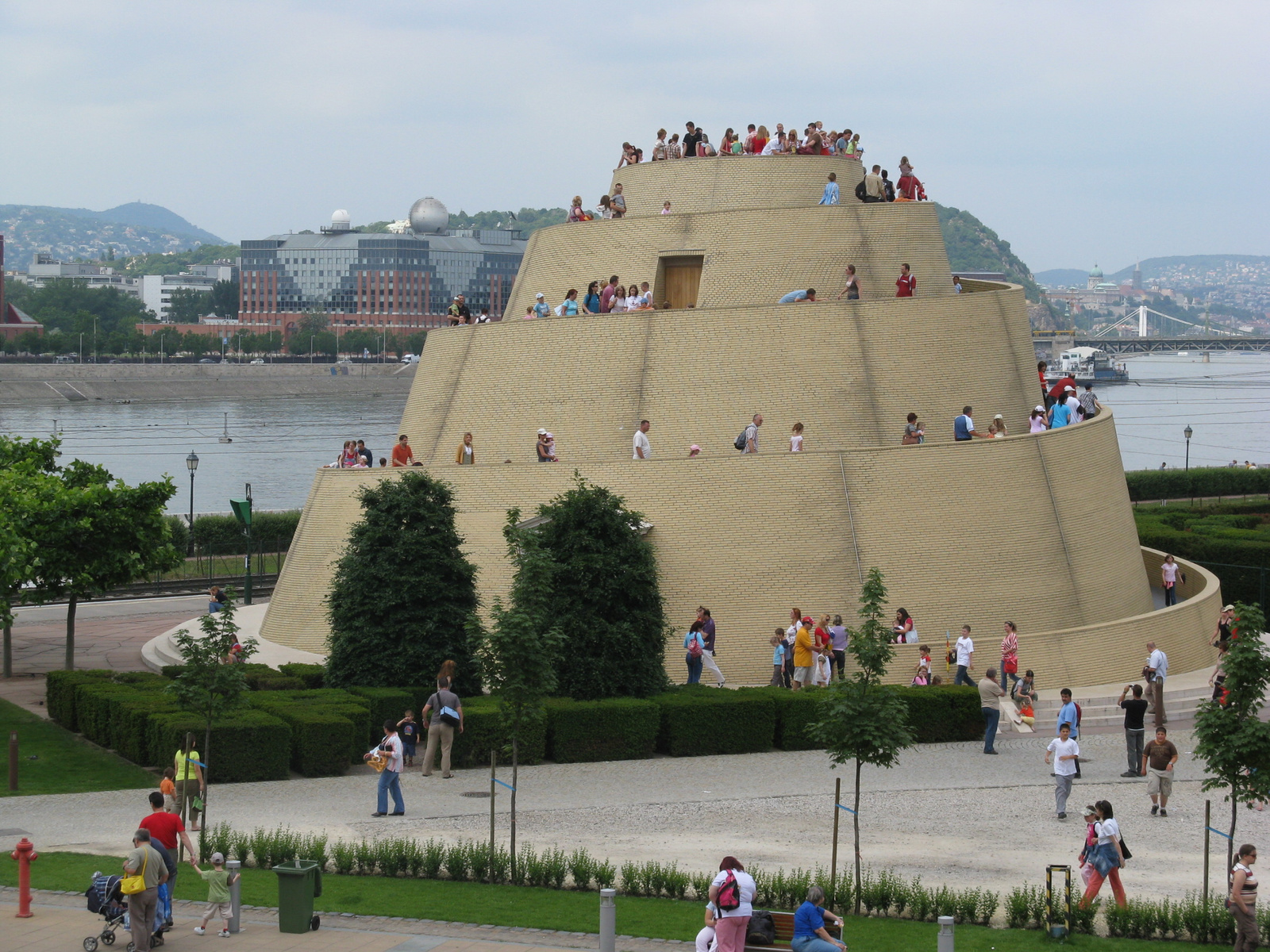
Tháp quan sát (2008)
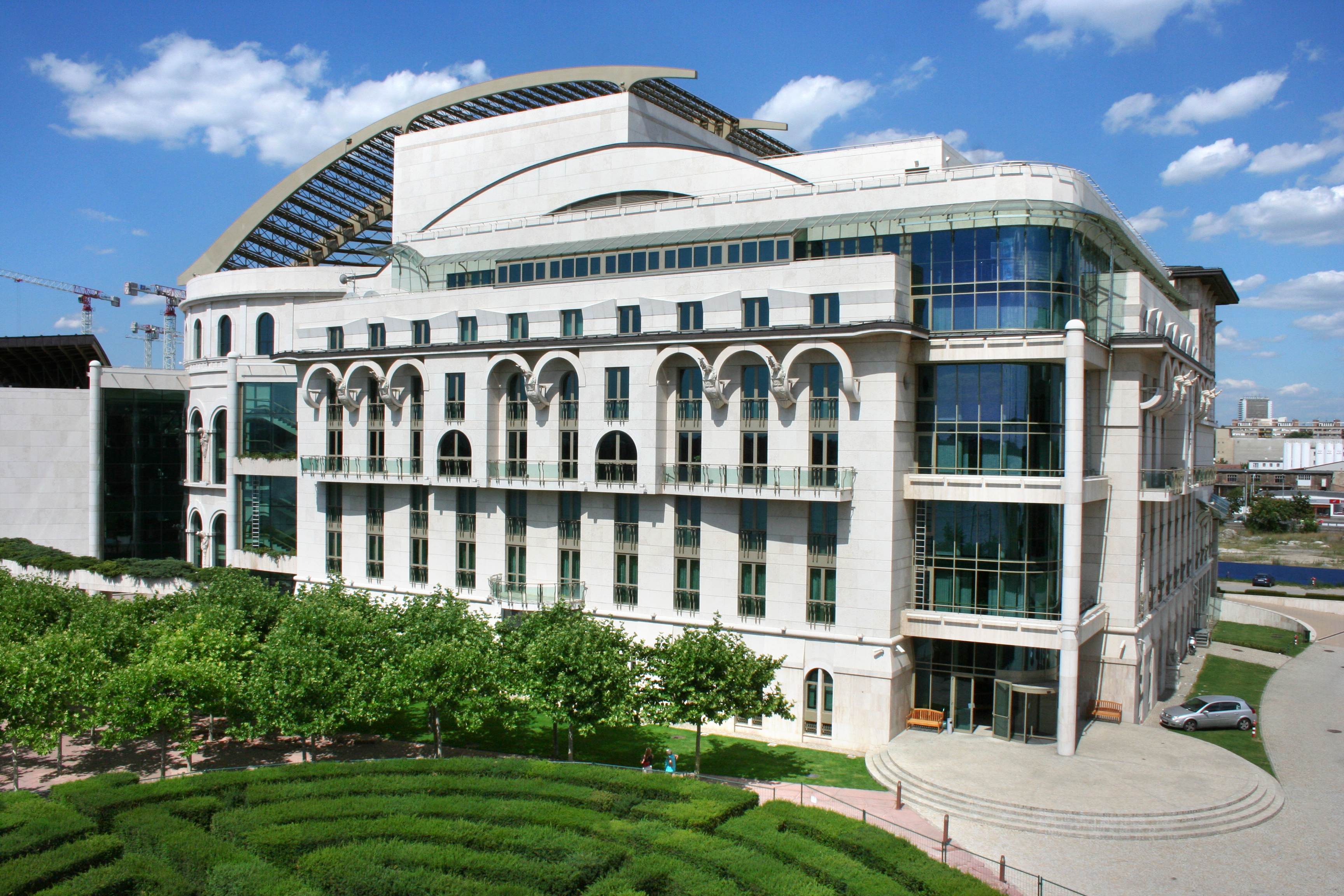
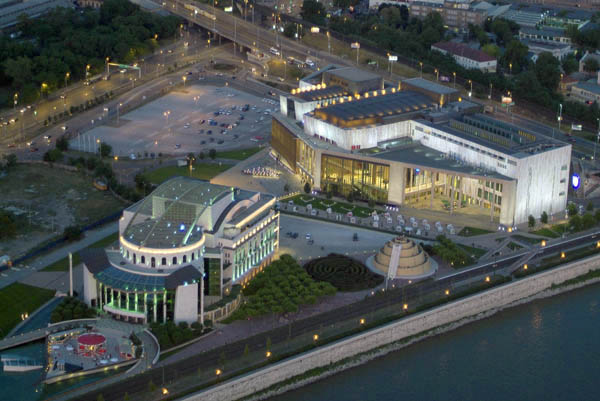
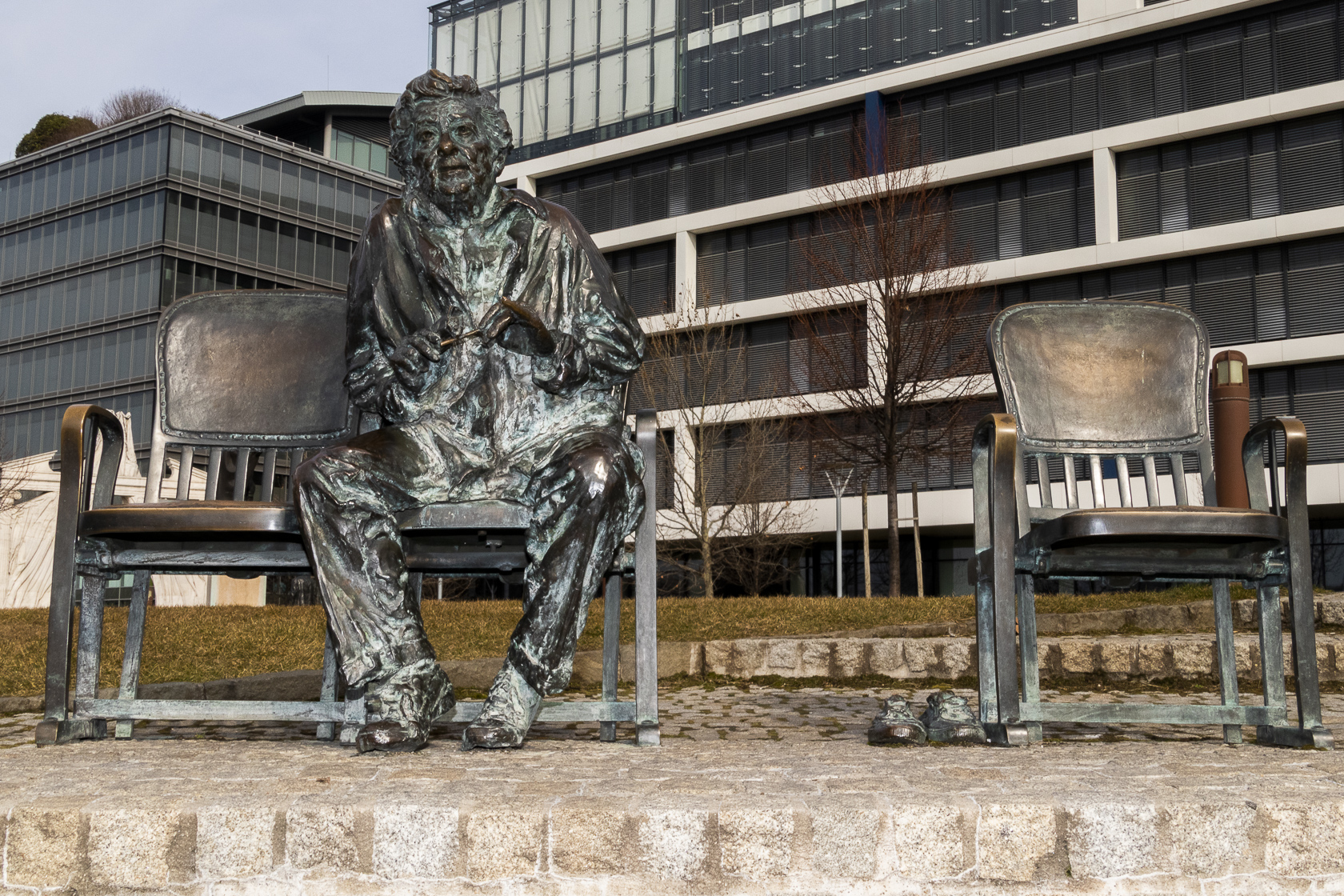
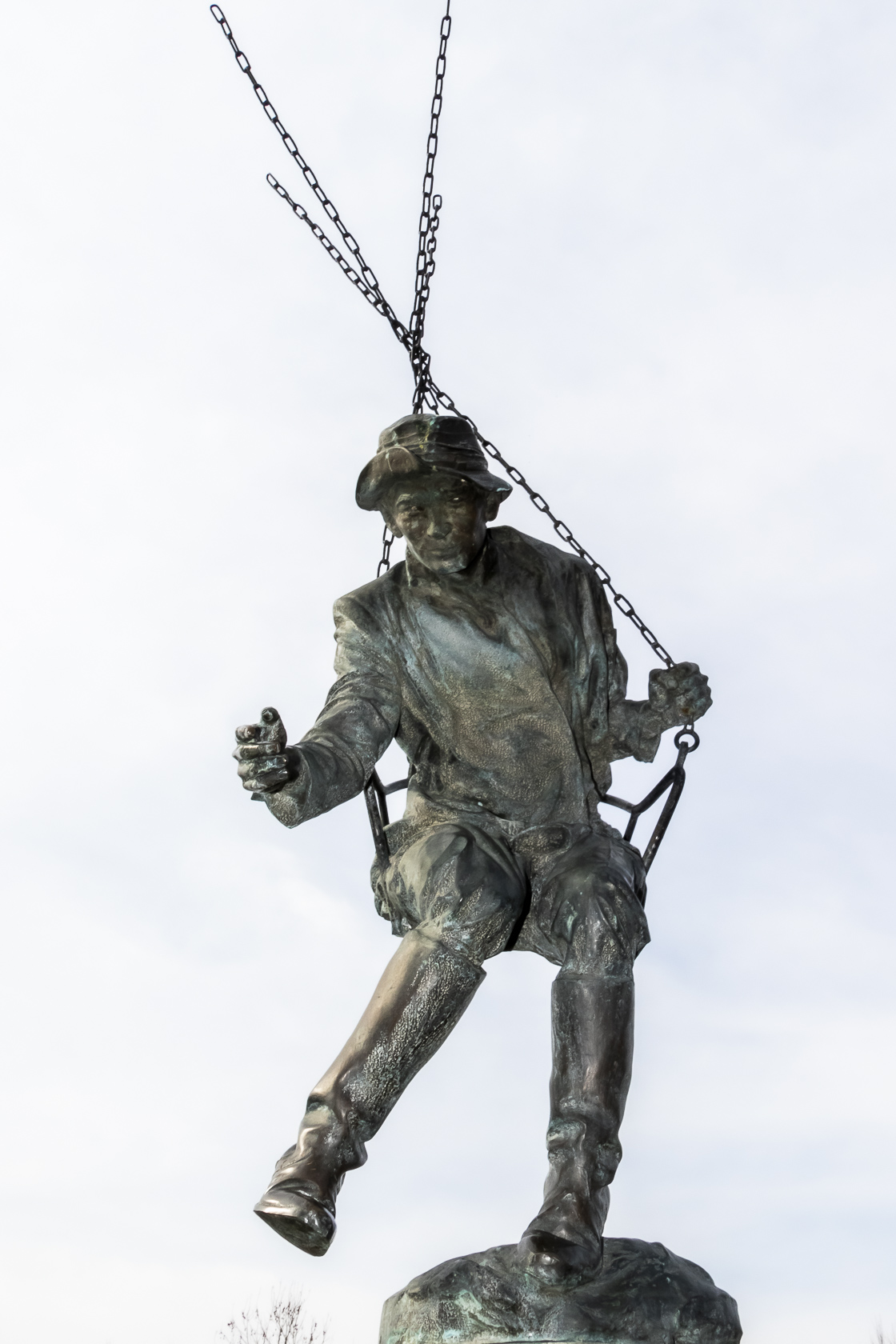
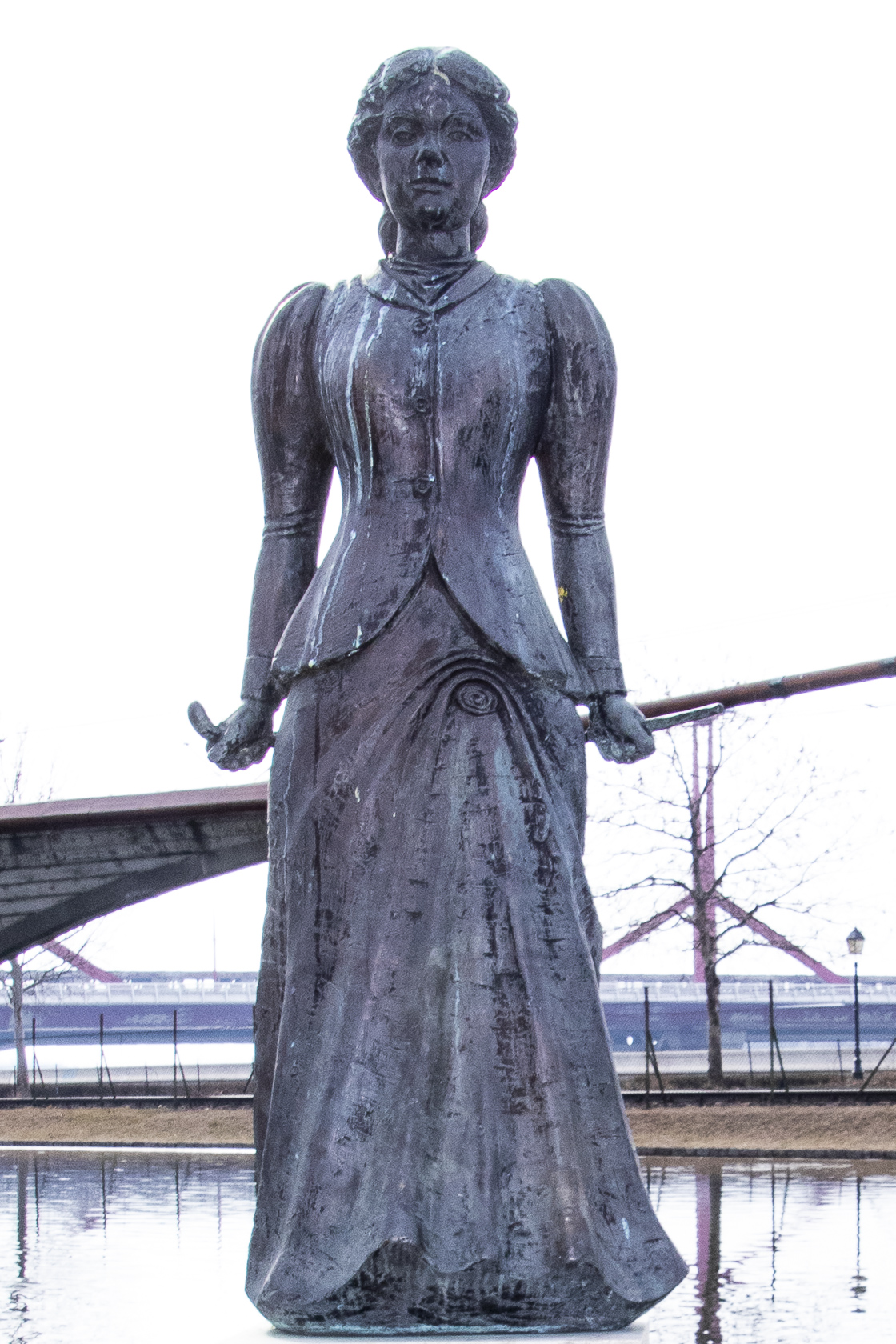
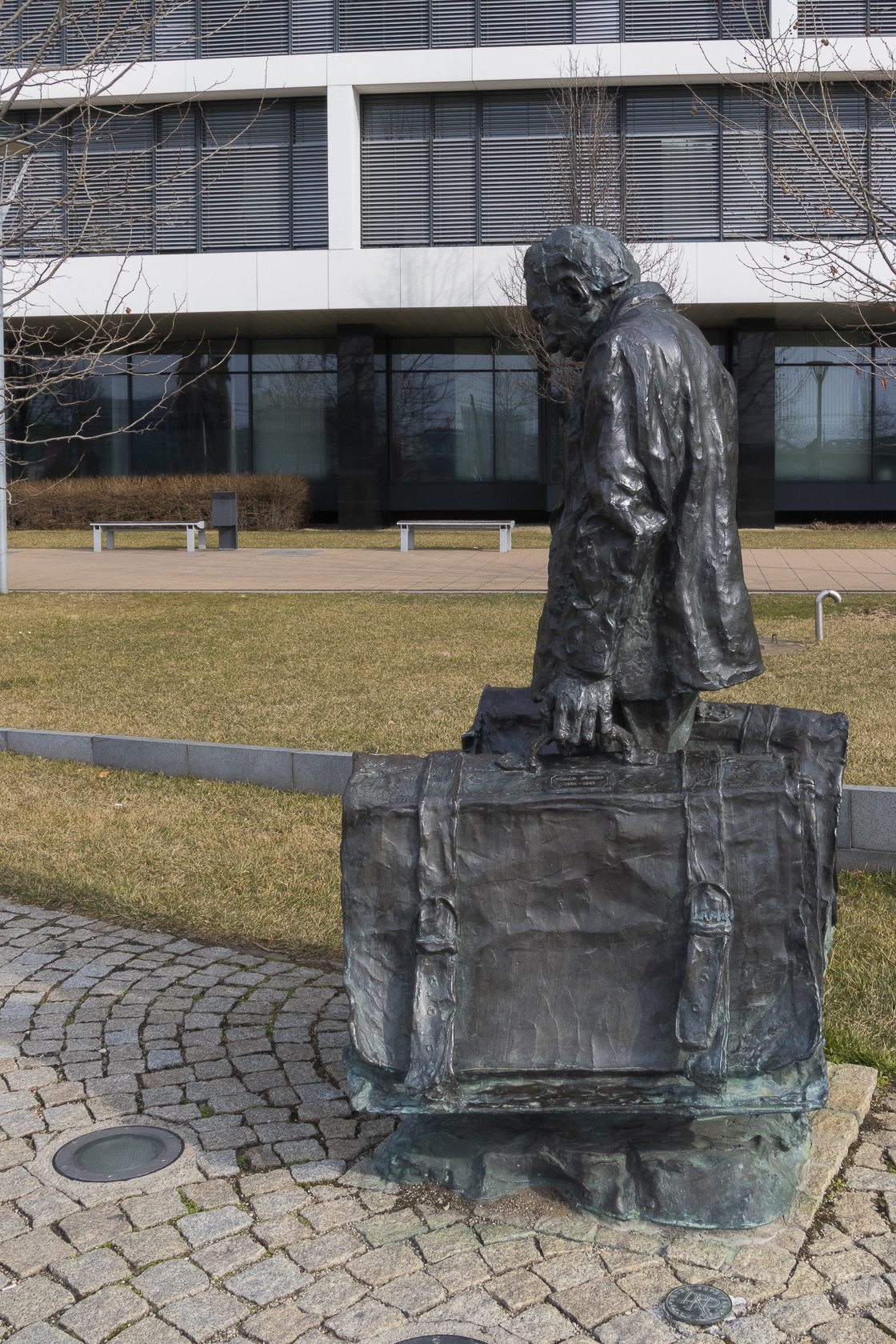